# Pere Pons
Pere Pons Riera (Sant Martí Vell, 20 febbraio 1993) è un calciatore spagnolo, centrocampista dell'AEK Larnaca.

## Caratteristiche tecniche
È un mediano.

## Carriera
Cresciuto nelle giovanili del Girona, ha esordito il 16 novembre 2012 in un match vinto 5-0 contro il Las Palmas.

## Statistiche

### Presenze e reti nei club
Statistiche aggiornate al 7 luglio 2017.
| Stagione        | Squadra         | Campionato      | Campionato | Campionato | Coppe nazionali | Coppe nazionali | Coppe nazionali | Coppe continentali | Coppe continentali | Coppe continentali | Altre coppe | Altre coppe | Altre coppe | Totale | Totale | Totale |
| Stagione        | Squadra         | Comp            | Pres       | Reti       | Comp            | Pres            | Reti            | Comp               | Pres               | Reti               | Comp        | Pres        | Reti        | Pres   | Reti   |        |
| --------------- | --------------- | --------------- | ---------- | ---------- | --------------- | --------------- | --------------- | ------------------ | ------------------ | ------------------ | ----------- | ----------- | ----------- | ------ | ------ | ------ |
| 2012-2013       | Girona          | SD              | 9          | 0          | CR              | 1               | 0               |                    | -                  | -                  |             | -           | -           | 10     | 0      |        |
| 2013-gen. 2014  | Girona          | SD              | 10         | 1          | CR              | 3               | 0               |                    | -                  | -                  |             | -           | -           | 13     | 1      |        |
| gen.-giu. 2014  | Olot            | SB              | 14         | 0          | CR              | 0               | 0               |                    | -                  | -                  |             | -           | -           | 14     | 0      |        |
| 2014-2015       | Girona          | SD              | 42         | 0          | CR              | 1               | 0               |                    | -                  | -                  |             | -           | -           | 43     | 0      |        |
| 2015-2016       | Girona          | SD              | 39         | 0          | CR              | 0               | 0               |                    | -                  | -                  |             | -           | -           | 39     | 0      |        |
| 2016-2017       | Girona          | SD              | 38         | 2          | CR              | 0               | 0               |                    | -                  | -                  |             | -           | -           | 38     | 2      |        |
| Totale carriera | Totale carriera | Totale carriera | 154        | 3          |                 | 5               | 0               |                    | -                  | -                  |             | -           | -           | 159    | 3      |        |

## Palmarès
- Coppa di Cipro: 1

AEK Larnaca: 2024-2025